# TSR-2轟炸機
英國航太TSR-2是一個由英國航太於1960年代初期發起的不幸開發計畫。在計畫當時，是世界上最先進的作戰機種，擁有兩倍音速的最大速度與西方第五代戰鬥機方才普及的超音速巡航能力。其原型機之推力與SR-71大致相同，然因其重量遠較後者為輕，故其能量補充較後者更為快速。但是该项目最终被取消，以为F-111系列进入市场让路。
|                 | 所有現代飛機都有四項諸元：長、寬、高與政策，而TSR-2剛好做對了前三項！ |
| ——西德尼·坎爵士 |                                                                       |

## 歷史

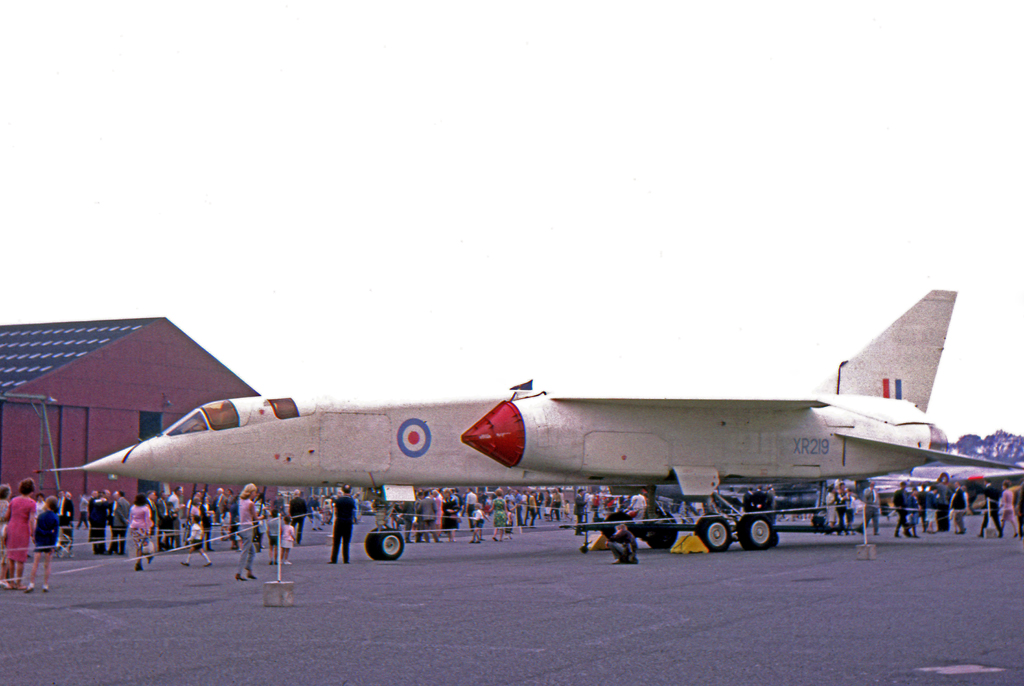
1966年原型機

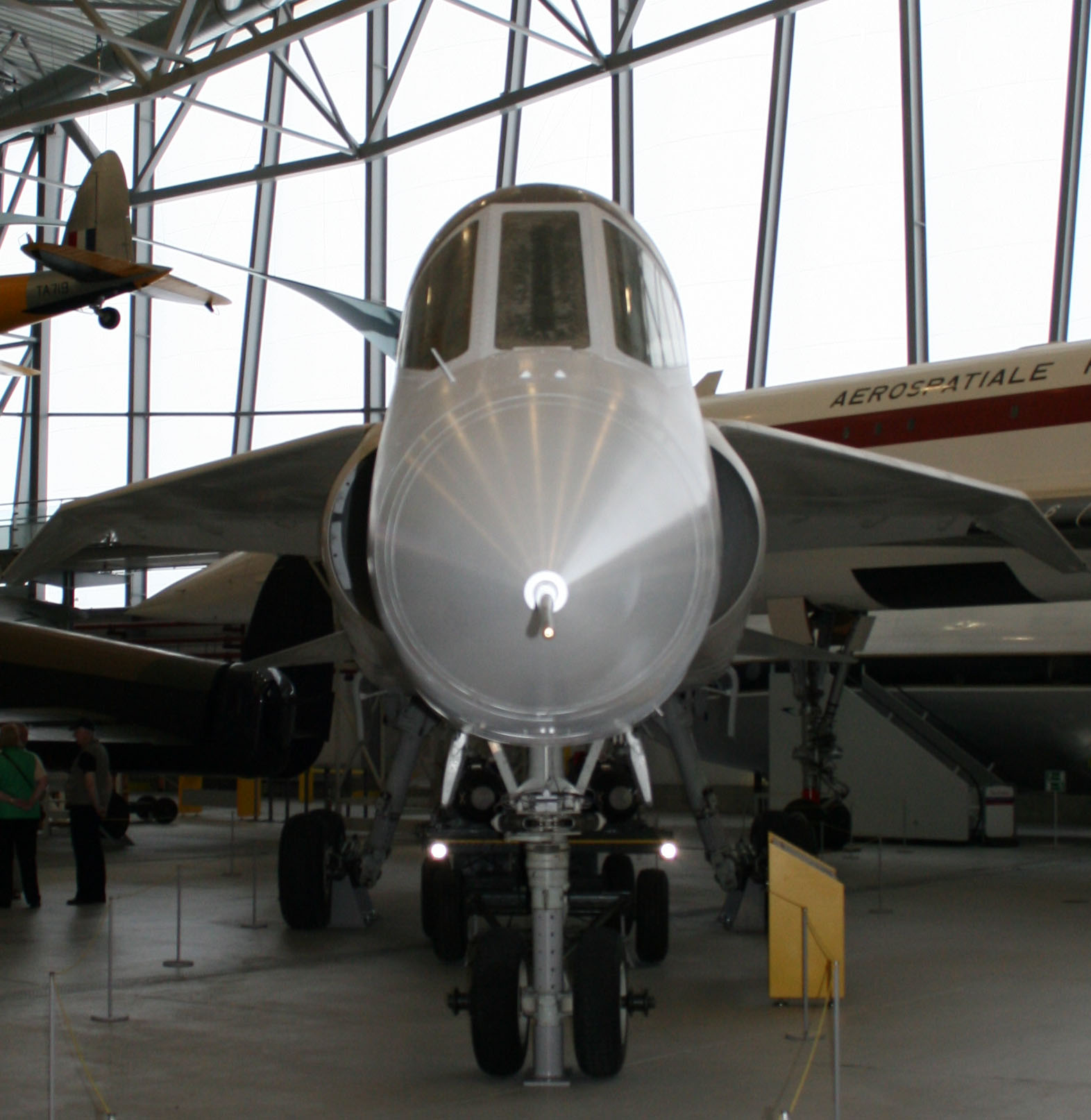
2009年存於Duxford博物館

### GOR 339
50年代，英國皇家空軍開始注意坎培拉轟炸機已不符所需並開始規劃尋找其替代機種。1956年的一般操作需求339號規定了這種新式攻擊／偵察機的規格要求。相對於當時的科技，這是一項極為大膽的計畫，其要求為——可執行全天候長程核子轟炸，於高空進行2馬赫、或低空以1.2馬赫衝刺，並且能夠在狀況惡劣的前進機場進行短場起降的戰術偵照／打擊機。
其要求如下：
- 在任何天候下進行低空戰術核彈投放
- 於白晝或夜晚執行中低空偵照
- 電子偵查
- 如有必要，可於任何天氣下執行中至高度戰術核彈盲目投擲
- 可投放傳統炸彈及火箭

低空性能要求能在1000英呎以下高度以0.95馬赫投放武器，作戰半徑則是要求能在3000英呎以下長度的跑道起飛後，到達1000英哩外的目標。
然而，在各家廠商得悉了這份要求後，第一個政治風暴便迅速地降臨在這個計畫之上。由國防部長杜肯·山德發表的1957年國防白皮書宣稱：“有人戰爭的時代已經走到了盡頭，飛彈則是我們未來一切的需要”。當然，如我們所知；這種理念，在日後成了無稽之談。然而，在當時的政治環境、冷戰氣氛以及相互保證毀滅的戰略佈局之下，飛彈的成本效益，的確是遠超過有人飛機。
另一個政治事件，來自於軍種間的相互保證毀滅；空軍對GOR.339期待殷切。然而，發展一種超音速型海賊式攻擊機，看來卻與該計畫有同樣的競爭力。儘管，空軍官方宣稱其對該項計畫並無輕視之意，並且曾邀請其製造商不萊克本進行過協商。畢竟，計畫中要求的是一架能以兩倍音速飛行的超音速飛機，並不是一架次音速攻擊機。同時，其要求要與瑞典的龍式戰鬥機一般在狀況惡劣的道路上進行操作。然而，只有在使用蒸氣彈射器的情況下，海賊式才有進行短場起飛的可能。在許多達到這項要求的建議提出後，軍需部長隨後通知該廠商其可被考慮與維克斯、英國電氣、霍克·西德利共同進行評估。
GOR.339計畫於1958年12月的下議院院會中向大眾發表。次年元月，軍需部長宣布了TSR-2將由維克斯-阿姆斯壯與英國電氣公司共同生產，並被賦予TSR-2（Tactical Strike and Reconnaissance 2／戰術偵照與打擊二型）的代號。
1959年，GOR.339計畫被更明確的OR.343（操作要求343號）所取代。新的計畫更明確了GOR.339的各種提議；特別是低空操作高度不得高於200英呎，且必須於該高度以2倍音速飛行。

### 任務
構想中TSR-2的“標準任務”，是在搭載2000磅炸彈時達到一千英哩的作戰半徑。在這樣的任務中，要求以1.7馬赫的高速在高空飛行100英哩的距離。在進入或離開目標區時，必須在200英呎的高度目標以0.95馬赫的高度飛行200英哩。在剩下的航程中，則是以0.92馬赫的速度飛行。若是需要全程以200英呎低空飛行的任務，打擊半徑則縮減為700英哩。若增加籌載，則打擊半徑更低。
為了增加航程，TSR-2曾計畫於兩翼下各加掛一具450加崙副油箱，或是在機腹中線加掛一具1000加崙副油箱。若無武器掛載；機腹彈艙中亦可以改掛一具570加崙內載油箱。
同時，計畫中亦有掛載於機腹彈倉的偵照套件，配合其側視雷達使用，將使其如同同時期美國海軍的A-5民團式攻擊機一般，成為一種強大的偵照載具。

## 改良計畫
這個計劃將它的有效載荷再增加25000磅（11000千克）。 

## 諸元
規格：
- 乘員：2
- 長：27.12 公尺
- 翼展：11.27 公尺
- 高：7.24 公尺
- 翼面積：65.3 平方公尺
- 空重：24834 公斤
- 最大載重：36,169 公斤
- 最大起飛重量：46,357 公斤
- 引擎：2× 布理斯托-西德利 奧林帕斯BOl.22R (Mk. 320) 渦輪噴射引擎
- 乾推力：87.35KNt ×2
- 最大後燃推力：136.7KNt ×2

性能：
- 最高速度：2.15馬赫
- 作戰半徑：1850公里
- 實用升限：16459公尺
- 爬升率：16,000m/min
- 推重比：0.77

武裝：
原始設計TSR-2武裝掛載區僅有一個6公尺長的機腹彈艙，彈艙預訂裝載一枚紅鬍子戰術核彈或6枚1000磅炸彈。最終設計為搭載4枚WE.177核彈，2枚掛於彈艙，另外2枚掛於機翼派龍架上；或是4具37聯裝火箭發射器，最大載彈量為20000磅（9080公斤）
系統：
- Autonetics Verdan autopilot modified by Elliot Automation
- 佛藍提（地形追沿雷達與攻擊／導航系統）
- EMI（側視雷達）
- 馬可尼（一般航電）
- Cossor（敵我識別器）
- 普利西（通訊系統）

## 外部連結
- Thunder and Lightnings (TSR-2)（页面存档备份，存于）
- RAF Museum Cosford (TSR-2)
- Imperial War Museum, Duxford (TSR-2)
- Photo gallery of surviving TSR.2
- Illustrated history of the TSR-2 with virtual tour of XR220（页面存档备份，存于）
- Unreal Aircraft (TSR-2)（页面存档备份，存于）
- Virtual RAF (TSR-2)

## 類似機種
- A-5攻擊機
- 康維爾B-58娼婦式轟炸機（英语：Convair_B-58_Hustler）
- F-111
- 達梭幻象IV式
- Su-24攻擊機
- Tu-22轟炸機